# Stade Armand Cesari
Het Stade Armand Cesari is een multi-functioneel stadion in Bastia, dat plaats biedt aan 16.000 toeschouwers. De vaste bespeler van het stadion is voetbalclub SC Bastia, dat uitkomt in de Franse Championnat National.
Het stadion werd officieel geopend op 16 oktober 1932. In 1978 werkte PSV in dit stadion de heenwedstrijd van de finale van de UEFA Cup 1978 af tegen SC Bastia. PSV speelde gelijk en versloeg Bastia twee weken later in het eigen Philips Stadion met 3–0.

## Stadionramp
Op 5 mei 1992 speelden Bastia en Olympique Marseille tegen elkaar in de halve finale van de Coupe de France. Tien minuten voor aanvang van de wedstrijd stortte de tribune gedeeltelijk in. De tijdelijke tribune, een metalen constructie met een capaciteit van 9.000 toeschouwers, was speciaal gebouwd voor deze bekerwedstrijd. Honderden toeschouwers op de bovenste drie à vier rijen van de tribune vielen twintig meter naar beneden. Tientallen mensen werden samengedrukt tussen de metalen buizen van de tribune. De Franse voetbalbond annuleerde hierna de resterende wedstrijden in de Coupe de France. In totaal vonden 18 mensen de dood en raakten 2300 toeschouwers gewond.